# Periscyphis minor
Periscyphis minor là một loài chân đều trong họ Eubelidae. Loài này được Ferrara & Taiti miêu tả khoa học năm 1996.